# Jacqueline West
Jacqueline West (...) è una costumista statunitense, candidata a cinque Premi Oscar ai migliori costumi.

## Biografia
Jacqueline West lavorava come stilista nella San Francisco Bay Area, come a Berkeley. Nel 1990, ha lavorato alla scenografia del film Henry & June di Philip Kaufman. Nel 2001, è stata candidata al Premio Oscar per i migliori costumi per Quills - La penna dello scandalo. Ha ricevuto altre candidature all'Oscar per Il curioso caso di Benjamin Button di David Fincher, nel 2009, Revenant - Redivivo di Alejandro González Iñárritu, nel 2016, e Dune di Denis Villeneuve, nel 2022.  

## Filmografia

### Cinema
- Sol levante (Rising Sun), regia di Philip Kaufman (1993)
- Quills - La penna dello scandalo (Quills), regia di Philip Kaufman (2000)
- Just One Night, regia di Alan Jacobs (2000)
- American Gun, regia di Alan Jacobs (2002)
- Due amiche esplosive (The Banger Sisters), regia di Bob Dolman (2002)
- Leo, regia di Mehdi Norowzian (2002)
- La leggenda degli uomini straordinari (The League of Extraordinary Gentlemen), regia di Stephen Norrington (2003)
- Down in the Valley, regia di David Jacobson (2005)
- The New World - Il nuovo mondo (The New World), regia di Terrence Malick (2005)
- Lonely Hearts, regia di Todd Robinson (2006)
- Invasion (The Invasion), regia di Oliver Hirschbiegel (2007)
- Il curioso caso di Benjamin Button (The Curious Case of Benjamin Button), regia di David Fincher (2008)
- State of Play, regia di Kevin Macdonald (2009)
- The Social Network, regia di David Fincher (2010)
- Come l'acqua per gli elefanti (Water for Elephants), regia di Francis Lawrence (2011)
- The Tree of Life, regia di Terrence Malick (2011)
- Argo, regia di Ben Affleck (2012)
- To the Wonder, regia di Terrence Malick (2012)
- The Gambler, regia di Rupert Wyatt (2014)
- Il settimo figlio (Seventh Son), regia di Sergej Vladimirovič Bodrov (2014)
- Knight of Cups, regia di Terrence Malick (2015)
- Revenant - Redivivo (The Revenant), regia di Alejandro González Iñárritu (2015)
- La legge della notte (Live by Night), regia di Ben Affleck (2016)
- Song to Song, regia di Terrence Malick (2017)
- Dune (Dune: Part One), regia di Denis Villeneuve (2021)
- Killers of the Flower Moon, regia di Martin Scorsese (2023)
- Dune - Parte due (Dune: Part Two), regia di Denis Villeneuve (2024)

### Cortometraggi
- Carne y Arena, regia di Alejandro González Iñárritu (2017)

### Scenografia
- Henry & June, regia di Philip Kaufman (1990)

## Riconoscimenti
- Premio Oscar
  - 2001 - Candidatura ai migliori costumi per Quills - La penna dello scandalo
  - 2009 - Candidatura ai migliori costumi per Il curioso caso di Benjamin Button
  - 2016 - Candidatura ai migliori costumi per Revenant - Redivivo
  - 2022 - Candidatura ai migliori costumi per Dune
  - 2024 - Candidatura ai migliori costumi per Killers of the Flower Moon
- Premi BAFTA
  - 2001 - Candidatura ai migliori costumi per Quills - La penna dello scandalo
  - 2009 - Candidatura ai migliori costumi per Il curioso caso di Benjamin Button
  - 2022 - Candidatura ai migliori costumi per Dune
  - 2024 - Candidatura ai migliori costumi per Barbie
- Critics' Choice Awards
  - 2022 - Candidatura ai migliori costumi per Dune
  - 2024 - Candidatura ai migliori costumi per Killers of the Flower Moon
- Saturn Award
  - 2004 - Candidatura ai migliori costumi per La leggenda degli uomini straordinari
  - 2022 - Candidatura ai migliori costumi per Dune
- Satellite Award
  - 2008 - Candidatura ai migliori costumi per Il curioso caso di Benjamin Button
  - 2011 - Migliori costumi per Come l'acqua per gli elefanti
  - 2022 - Candidatura ai migliori costumi per Dune